# Sverigetopplistan
Sverigetopplistan anteriorment conegut com a Topplistan, Hitlistan i altres noms, des d'octubre de 2007, és el registre gràfic nacional de Suècia, registra la base de dades de les vendes de l'Associació Sueca de la Indústria de l'Enregistrament (en suec: Grammofonleverantörernas förening). Des de finals de 2006 s'ha inclòs la taula jurídica descàrregues. Abans de Topplistan, les vendes musicals a Suècia estaven controlades per Kvällstoppen, de qui les llistes setmanals combinaven àlbums i senzills.
En l'actualitat s'inclouen les següents llistes: 
- Singles Top 60
- Àlbums Top 60
- DVD Top 20
- Ringtones Top 20

En 1976-2006 les llistes de vendes va ser transmès per la Sveriges Radio P3. A partir de 2007, P3 només presenta dades de vendes de descàrregues digitals (DigiListan), seguit per Nielsen SoundScan.